# Corpúsculo renal
En el riñón, el corpúsculo renal es el componente de filtración inicial de una nefrona. Consiste de dos estructuras:
- Un glomérulo, una pequeña red de tubos capilares
- Una cápsula de Bowman, una estructura similar a un saco que envuelve al glomérulo.

En el glomérulo, el líquido desde la sangre es recogido en la cápsula de Bowman para formar el "filtrado glomerular", que luego será procesado a lo largo del túbulo renal para formar la orina.

La estructura de la izquierda en azul y rosa es el corpúsculo renal. La estructura de la derecha es el túbulo renal. La estructura azul (A) es la cápsula de Bowman (2 y 3). La estructura de rosa es el glomérulo con sus capilares. A la izquierda, la sangre fluye desde el arteriola aferente (9), a través de los capilares (10), y sale por la arteriola eferente (11). El mesangio es la estructura de color rosa en el interior del glomérulo entre los capilares (5a) y que se extiende fuera del glomérulo (5b).
A. Corpúsculo renal
B. Túbulo proximal
C. Túbulo contorneado distal
D. Aparato yuxtaglomerular
1. Membrana basal (lámina basal)
2. Cápsula de Bowman - capa parietal
3. Cápsula de Bowman - capa visceral
3a. Pedicelos (podocitos)
3b. Podocitos
4. Espacio de Bowman (espacio urinario)
5. Mesangio
5a. Células intraglomerular
5b. Células extraglomerular
6. Células granulares (células yuxtaglomerulares)
7. Mácula densa
8. Los miocitos (músculo liso)
9. Arteriola aferente
10. Capilares Glomérulares
11. Arteriola eferente

## Epónimo
El corpúsculo renal también es conocido como el corpúsculo de Malpighi, en honor de Marcello Malpighi, médico y biólogo italiano del siglo XVII que lo describió. Este nombre no se usa con frecuencia en la actualidad, especialmente para evitar la confusión con el corpúsculo de Malpighi del bazo.[cita requerida]

## Imágenes adicionales

El glomérulo en rojo y la cápsula del bowman en blanco.
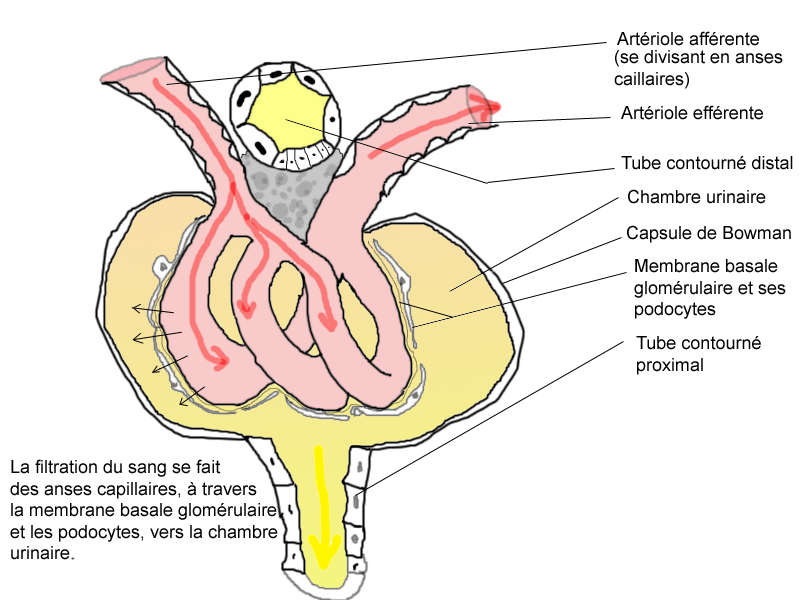
Glomérulo.
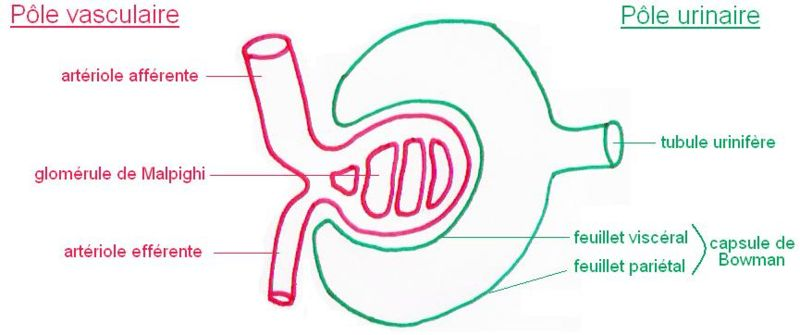
Corpúsculo renal. El glomérulo en rojo y la cápsula de Bowman en verde.
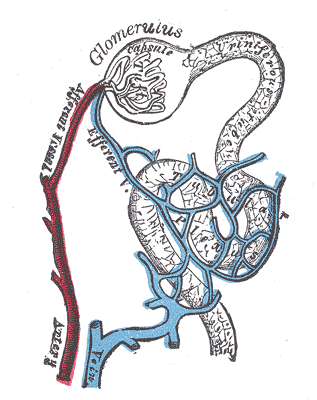
Distribución de los vasos sanguíneos en la corteza del riñón.